# جيانكارلو سيلا
جيانكارلو سيلا (بالإيطالية: Giancarlo Cella)‏ هو لاعب كرة قدم ومدرب كرة قدم إيطالي في مركز الدفاع، ولد في 5 سبتمبر 1940 في بوبيو في إيطاليا. شارك مع منتخب إيطاليا تحت 21 سنة لكرة القدم. أما مع النوادي، فقد لعب مع أتالانتا وإنتر ميلان ونادي بياتشينزا ونادي تورينو ونادي كاتانيا ونادي نوفارا.

## وصلات خارجية
- جيانكارلو سيلا على موقع الاتحاد الدولي (مؤرشف)  (الإنجليزية)
- جيانكارلو سيلا على موقع قاعدة بيانات كرة القدم.إي يو (الإنجليزية)
- جيانكارلو سيلا على موقع أوليمبيديا (الإنجليزية)